# Ulatowski
- Ulatowski – polskie nazwisko. Według danych z lat 90. XX wieku nazwisko to nosiło 3582 polskich obywateli[1].

Osoby noszące nazwisko Ulatowski:
- Jan Ulatowski (1907–1997) – polski historyk sztuki
- Jarosław Ulatowski (ur. 1958) – polski przedsiębiorca, poseł na Sejm I kadencji
- Kazimierz Ulatowski (1884–1975) – polski architekt
- Krzysztof Ulatowski (ur. 1980) – polski piłkarz
- Leon Ulatowski (1899–1973) – major
- Piotr Ulatowski (1800–1867) – oficer armii austriackiej i polskiej, powstaniec styczniowy
- Piotr Jan Ulatowski (1958–2024) – polski pianista, kompozytor
- Rafał Ulatowski (ujednoznacznienie)
- Roman Ulatowski (1881–1959) – fotografik poznański
- Tadeusz Ulatowski (1923–2012) – polski trener i działacz sportowy
- Zdzisław Ulatowski (ur. 1949) – polski piłkarz i trener